# Braulio López
Braulio López (Treinta y Tres, 26 de marzo de 1942) es un cantante, compositor y guitarrista uruguayo, uno de los integrantes del dúo Los Olimareños.

## Biografía
Junto a Pepe Guerra formó el grupo Los Olimareños alrededor de 1960. 
Cuando el poder militar se hizo cargo del gobierno, la música de Los Olimareños fue prohibida en Uruguay. Ante la persecución política que sufrieron por aquel entonces debieron exiliarse, permaneciendo varios años fuera del país, hasta el retorno de la democracia en 1985. 
Tras la separación del dúo, en 1990, Braulio López inició una carrera como cantante solista. Durante un tiempo conformó un dúo junto a Julio Víctor González (ex Zucará), con quién editó el álbum doble Solos y juntos, en 2001.
Los Olimareños volvieron a reunirse en el año 2009 para dos recitales despedida tras el anuncio del retiro definitivo de Pepe Guerra. Los recitales fueron el 8 y 9 de mayo en el Estadio Centenario con entradas agotadas.
Estuvo casado 4 veces y tiene 4 hijos.

## Discografía

### Los Olimareños
- Véase: Anexo:Discografía de Los Olimareños

### Solista
- Pa' alumbrar los corazones (Orfeo 91170-4. 1992)
- Por la vuelta (1994)
- Un dulce nombre (1996)
- Evocación (Ayuí / Tacuabé op14902. 1997)
- Del mismo pago (junto a Ruben Aldave. Ayuí / Tacuabé ae217cd. 1999)
- Solos y juntos (álbum doble, junto a Julio Victor Gonzalez "El Zucará". Bizarro Records 2587-2. 2001)
- Desalojo (junto a Julio Victor Gonzalez "El Zucará". Bizarro Records 2835-2 2002)
- Mundo (Bizarro Records 3135-2. 2004)
- El rescoldito (Bizarro Records. 2007)